# La Ricamarie
La Ricamarie település Franciaországban, Loire megyében. Lakosainak száma 8162 fő (2022. január 1.). La Ricamarie Roche-la-Molière, Le Chambon-Feugerolles, Planfoy, Saint-Étienne, Saint-Genest-Malifaux és Saint-Romain-les-Atheux községekkel határos.

## Népesség
A település népességének változása:
| Lakosok száma | 11 539 | 9644 | 10 246 | 7917 | 7889 | 7865 | 7906 | 7872 | 7943 | 8162 |
|               | 1968   | 1982 | 1990   | 2006 | 2013 | 2015 | 2017 | 2019 | 2020 | 2022 |